# Museo del Precinema

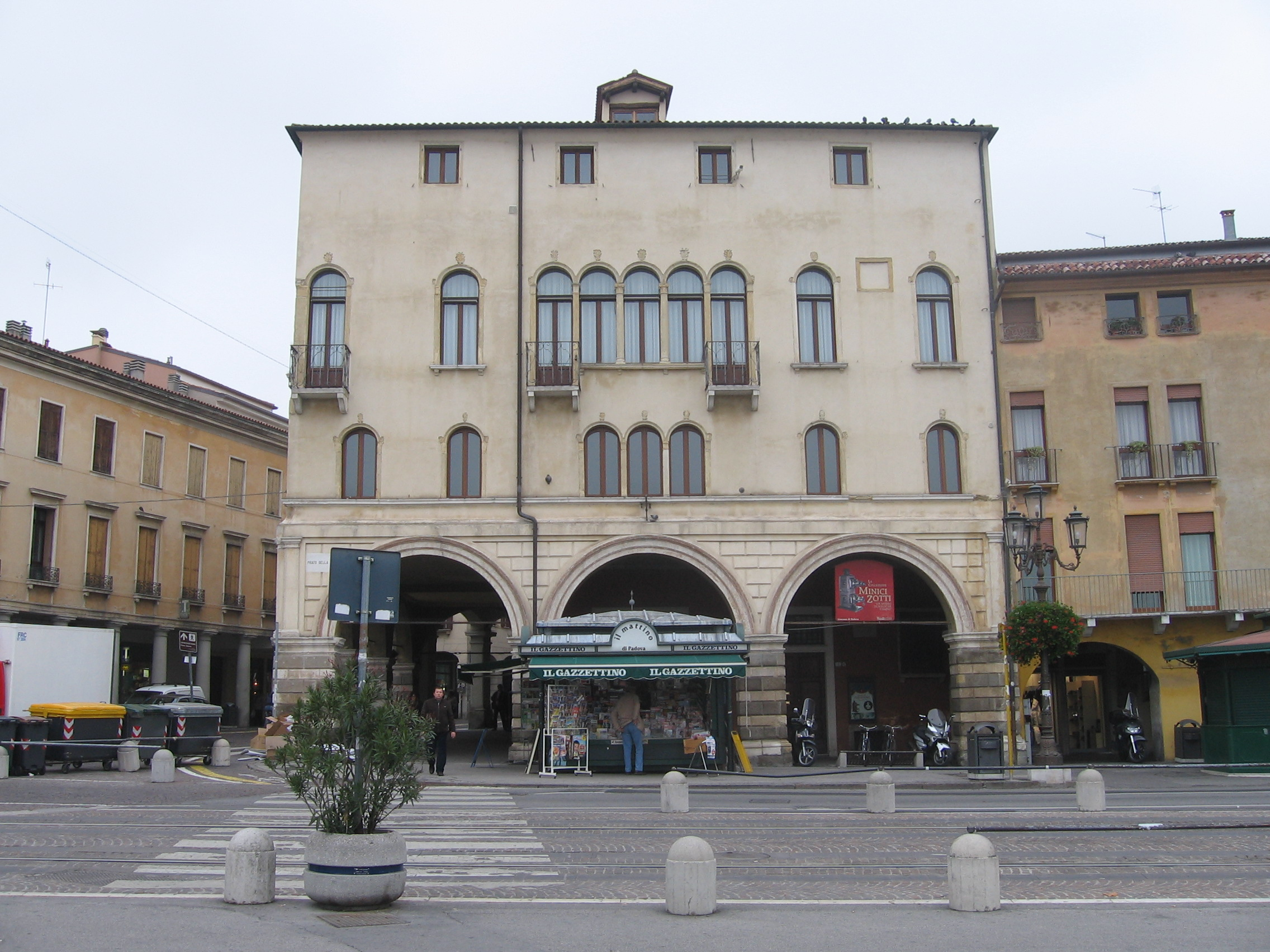
El palacio Angeli en cuya última planta se encuentra el Museo del Precinema.

El Museo del Precinema (literalmente, en italiano, Museo de la Precinematografía) es un museo sobre la historia de la precinematografía (o precine, como también puede abreviarse en castellano), situado en Prato della Valle, Padua, Italia. Fue creado en 1998 para acoger la colección Minici Zotti, en colaboración con el ayuntamiento de Padua.

## Sede del museo
La sede del museo se encuentra en la última planta del Palacio Angeli, construido a finales del siglo XV.
En el siglo XVIII el palacio fue la residencia de Andrea Memmo, procurador de San Marco, quien fue el benefactor de la ciudad de Pádua y responsables de la transformación de un enorme descampado en lo que hoy en día se conoce como Prato della Valle, la mayor plaza monumental de Italia y segunda de Europa.
A mediados del XVIII a través de los ventales de este palacio y con la ayuda de una cámara oscura Giovanni Antonio Canal, más conocido como Canaletto, diseñó la panorámica que hoy en día es la delicia de quien visita esta ciudad.
Como curiosidad en esta casa probablemente se alojó Giacomo Casanova, grande amigo de su dueño.

## La Colección Minici Zotti
La colección Minici Zotti es una colección privada sobre la historia del precine perteneciente a la experta linternista Laura Minici Zotti, la directora del museo.
Sus representaciones con la linterna mágica son auténticos espectáculos inspirados en aquellos de época victoriana.
Este antiguo proyector es el tema principal de la colección.
Antes de la invención del Proyector cinematográfico, era usado para el entretenimiento y la educación del público.
La colección incluye los cristales para la proyección con la linterna mágica, originales pintados a mano, y tantas otras antiguas linternas de diverso tipo y procedencia; la fantasmagórica linterna mágica, la linterna doble de W.Tyler, la linterna triple en caoba ( 1880 aprox.) inventada por James Henry Steward, considerado el mejor fabricantes de linternas mágicas.
La colección incluye también otras antiguas linternas parejas, diversas linternas de una sola lente, la linterna científica de P.Harris & Co, la linterna americana "The Pettibone", y por último, la linterna-cine de Walter Gibbons.

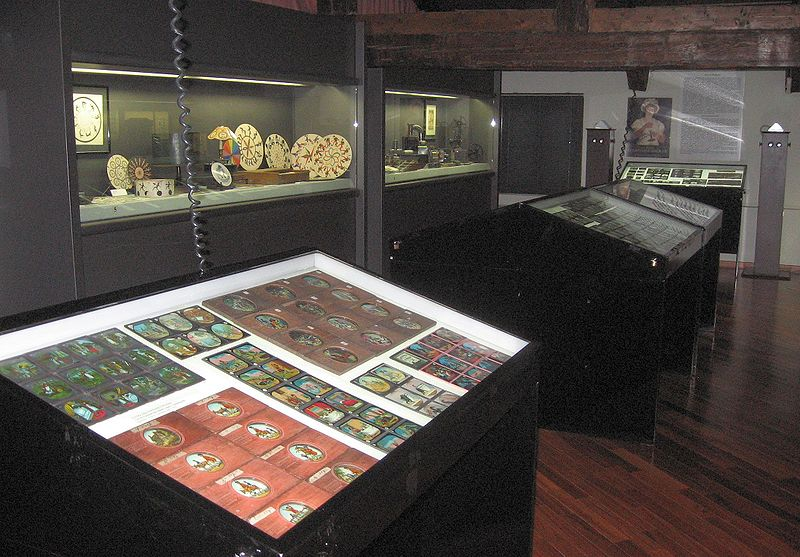
Interior del Museo del Precinema.

Una adquisición particularmente rara por parte del museo fue una linterna mágica datada a finales de 1700, proveniente de la Villa medicea de Poggio a Caiano, una residencia estival donde residían los Lorean, Grandes Duques de la Toscana.
La linterna mágica está completa con su caja original y los 108 cristales panorámicos originales que cuentan las historias de la mitología de la Antigua Grecia y la historia de Roma.

Están también expuestas en el museo las miras ópticas para El Nuevo Mundo datadas en el XVIII; Un megaletoscopio de 1864 ideado por Carlo Ponti, un fotógrafo veneciano; una sección dedicada a la Estereoscopía y a la técnica del anaglifo y antiguas máquinas fotográficas, una cámara oscura; juegos ópticos como el Zoetropio, el Praxinoscopio, el Taumatropio y el Fenaquistoscopio que pertenecen a la historia de la animación.